# Thalgo Australian Women's Hardcourts 2000
Il Thalgo Australian Women's Hardcourts 2000 è stato un torneo di tennis giocato sul cemento.
È stata la 4ª edizione del torneo di Gold Coast, che fa parte della categoria Tier III nell'ambito del WTA Tour 2000.
Si è giocato a Gold Coast in Australia, dal 3 al 9 gennaio 2000.

## Campionesse

### Singolare
Silvija Talaja ha battuto in finale  Conchita Martínez con il punteggio di 6–1, 3–6, 6–0

### Doppio
Julie Halard-Decugis /  Anna Kurnikova hanno battuto in finale  Sabine Appelmans /  Rita Grande con il punteggio di 6–3, 6–0